# Still life (遊佐未森のアルバム)
『still life』（スティル　ライフ）は遊佐未森のコンピレーション・アルバム。2001年11月21日にエピックレコードジャパンから発売された。

## 概要
遊佐の曲の中から「ヒーリング（癒やし）」をテーマに選曲された。シングル曲は一曲しか選ばれていない。

## 収録曲
1. 空耳の丘 (FULL SCALE VERSION)
シングル『0の丘∞の空』より
2. 川
アルバム『空耳の丘』より
3. カナリヤ
アルバム『瞳水晶』より
4. 野の花
アルバム『HOPE』より
5. フリージア［無邪気］
アルバム『モザイク』より
6. つゆくさ［小夜曲］（remix）
アルバム『モザイク』より
7. 桃
アルバム『momoism』より
8. 水色
アルバム『水色』より
9. Diary
アルバム『アルヒハレノヒ』より
10. 天使のオルゴオル
アルバム『アカシア』より
11. 潮見表
アルバム『roka』より
12. アカシア
アルバム『roka』より
13. 東京の空の下
シングル『東京の空の下』より